# Visby landsförsamling
Visby landsförsamling var en församling i Visby stift. Församlingen uppgick 1936 i Visby församling.
Församlingen saknade egen församlingskyrka och använde istället Visby domkyrka, som låg i Visby stadsförsamling.

## Administrativ historik
Församlingen bildades 1811 genom en utbrytning ur Visby församling, där kvarvarande församling samtidigt fick namnet Visby stadsförsamling. 
1895 överfördes södra delen (Visborg) till Visby stadsförsamling, Västerhejde församling och Västergarns församling, kvarvarande del (norra) uppgick 1936 i Visby församling.